# جامعة حرم روما للطب الحيوي
حرم روما للطب الحيوي هي جامعة كاثوليكية إيطالية متخصصة في علوم الطب الحيوي، ومقرها في روما. تم تأسيسها في عام 1993. وقد سمحت وزارة الجامعات والبحث العلمي والتكنولوجي الإيطالية للجامعة بإصدار ألقاب جامعية صالحة في إيطاليا وخارجها، وفقًا للتشريعات الأوروبية. تأسست عام 1993 وتم الترويج لها من قبل ألفارو ديل بورتيو وفقًا لمبادئ أوبوس داي الكاثوليكية.

## الكليات
تضم الجامعة:
- كلية الطب التي تصدر إجازة في الطب (6 سنوات)، وترخيص التمريض (3 سنوات)، وترخيص اختصاصي تغذية (3 سنوات).
- كلية الهندسة ومدرسة الهندسة الطبية الحيوية (5 سنوات).

## موقع الحرم الجامعي
يقع المستشفى العام بالجامعة في الجزء الشمالي الغربي من تريجوريا في الحقول المباعة جزئيًا والمقدمة من قبل ألبرتو سوردي.
لم يكن هناك في روما المساحة اللازمة لتحقيق مثل هذا المشروع، لذلك اعتبرت تريجوريا الحل الأمثل لمثل هذا المكان.